# 河中あい
河中 あい（かわなか あい、1985年3月3日 - ）は、日本の元タレント、元グラビアアイドルである。スペースクラフト・エンタテインメントに所属していた。岡山県津山市出身。O型。

## 来歴
岡山県・香川県を拠点とするローカルアイドルユニット・Bachicco!のメンバーとしてデビュー。2003年に脱退。
2004年、当時の本名である河中 麻系（かわなか あい）を芸名としてグラビアアイドルデビュー。
2007年4月、事務所移籍のため河中 あいに改名。
2010年8月8日、俳優の袴田吉彦と結婚。同年8月23日、妊娠3ヶ月であることを発表。結婚、妊娠を機に所属事務所を退社。
2011年2月18日に、第1子となる女児を出産。
2012年、スペースクラフト・エンタテインメントに所属し、ママタレントとして復帰。
2017年9月21日、袴田と同月上旬に離婚したことを自身のブログで発表した。
2019年4月、10年ぶりの水着撮影と共に、グラビア・タレント活動復帰を宣言。
2019年8月23日、IT企業の取締役を務める5歳年下の尾上彰（特撮監督・尾上克郎の子）と婚約したことを自身のブログで報告した。10月11日、沖縄・豊見城市の瀬長島で挙式・披露宴を行う。
2020年2月6日、第2子妊娠を発表。6月18日、第2子出産を報告。
2022年10月31日、自身のInstagramを更新し、スペースクラフト・エンタテインメントとのマネジメント契約を終了したことを報告した。

## 人物
- 趣味は、音楽鑑賞・料理・ネイルアート。特技はバドミントン。
- 川村ゆきえとは親友である。憧れ・目標とする人物は坂下千里子。
- 梨花の大ファンである。
- 弟と妹がいる。弟は岡山でラーメン店を経営している。5歳下の妹はブロガーで元夫はお笑いコンビはんにゃの川島章良[15]。両親は離婚していて、祖母に育てられた[15][16]。
- お笑いコンビウエストランドは岡山県立津山商業高等学校の1期先輩。

## 出演

### テレビ番組
- ガダルカナル・タカのこちらDERUとこ編集部（BS-i）ゲスト出演
- グラビアの美少女（MONDO21）
- アイドルの星（エンタ!371)
- アイドルグラフィックTV（BSフジ）
- モテ女BODY（2007年12月25日、テレビ東京）
- 宇宙一せまい授業!（2008年3月9日、あっ!とおどろく放送局）
- 人間観察クイズ!オトナの資格スペシャル （2008年3月25日、NTV）
- 神さまぁ〜ず（2008年4月29日、TBS）
- あらびき団（2008年9月17日、TBS）
- 志村屋です。（2008年12月10日、フジテレビ）
- 熱血!!ゴルフ女子部（2009年4月1日、テレビ朝日）
- アリケン（2010年2月20日、テレビ東京）
- 上田ちゃんねる24時間くらいTV（2010年4月18日、テレビ朝日）
- 龍馬に会いに行く! 2泊3日のドライブ旅（2010年12月30日、BSジャパン）
- キャくれ家（2010年4月、ABC）
- Oh!どや顔サミット（2012年7月27日、テレビ朝日）
- 踊る!さんま御殿!!（2012年9月4日、日本テレビ）
- 解決!ナイナイアンサー(2016年6月7日、日本テレビ）

### インターネット
- うさぎたちのもちつき　(2008年、ネットシネマ.TV)
- sgテレビ
- デスクトップギャルコレクション（Digital Adventure）
- 野田義治のセクシーマガジン（GyaO）
- Bibus（学研）

## リリース作品

### DVD
- Fカップ美少女現役高校生シリーズ あい卒業（2004年4月、日本メディアサプライ）
- NatuLove（2004年6月、アクアハウス）
- Pure Smile（2004年10月、竹書房）
- Shining Star（2005年1月、ジェネオンエンタテインメント）
- 夢物語（2005年4月、ぶんか社）
- Love Life（2005年7月、ジャパンホームビデオ）
- あい・放熱（2005年10月、ラインコミュニケーションズ）
- 麻系 LOVE YOU（2006年1月、ぶんか社）
- ONE（2006年4月、マーレ）
- 美女-H HEROINE（2006年7月、フォーサイド・ドット・コム）
- LAST STAGE（2006年12月、スパークビジョン）
- Harvest（2007年9月、ラインコミュニケーションズ）
- あい・楽園（2007年12月、ジーオーティー）
- LOVE TIME（2008年5月、ラインコミュニケーションズ）
- LOVE DREAM（2008年5月、ラインコミュニケーションズ）
- Pure Heart（2008年9月、イーネット・フロンティア）
- Pureself（2008年12月、スパイスビジュアル）ブルーレイディスクも同時発売
- New Stage ～あいが止まらない～（2010年1月、トリコ）

### 写真集
- NatuLove（2004年6月、撮影：井ノ元浩二、アクアハウス）ISBN 978-4-86046-084-6
- EyePression（2005年5月、撮影：Remon、ワニマガジン社）- DVD付 ISBN 978-4-89829-796-4